# Palacio Kanbawzathadi

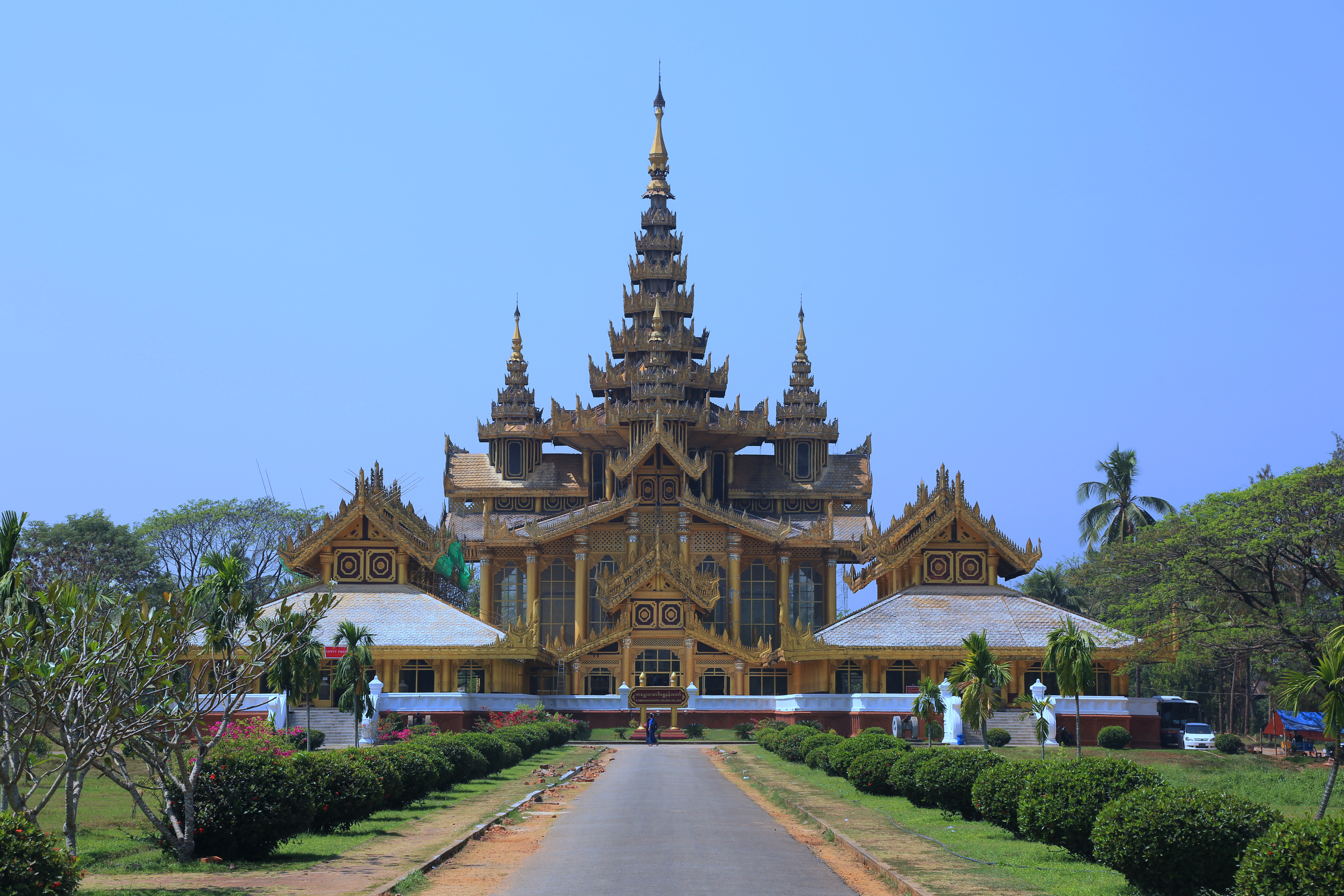
Palacio Kanbawzathadi

Palacio Kanbawzathadi (en birmano: ကမ္ဘောဇသာဒီ နန်းတော်   , pronunciado /kàɰ̃bɔ́za̰θədì ʃwè náɰ̃dɔ̀/ ) es un palacio en Bago, Myanmar. El palacio dorado se encuentra al sur de la pagoda Shwemawdaw, al este de la carretera nacional NH1 en Bago. Llegar allí en trishaw desde el centro de la ciudad no debería costar más de 1000 kyats. El palacio original, construido para el rey Bayinnaung en 1556, constaba de 76 apartamentos y salones. Fue incendiada en 1599. Fue reconstruido en 1990 y terminado en 1992.
Es una reconstrucción del palacio real original de la segunda mitad del siglo XVI.
Da una buena impresión del esplendor y la riqueza del segundo imperio birmano. Fue reconstruido siguiendo el diseño original, basado en el conocimiento obtenido de las excavaciones y los planos originales del edificio. El enorme palacio constaba de 76 apartamentos y salones.
El palacio reconstruido no contiene gran parte de los muebles y objetos personales originales utilizados por los miembros de la realeza, ya que la mayor parte se perdió cuando el palacio fue saqueado y destruido en 1599. Hay varias reproducciones en exhibición, como una réplica de la carroza dorada del Rey, decorada con dos pavos reales y un techo de estilo Pyatthat.

## Bayinnaung
Data de una época muy próspera en la historia de Birmania. Fue construido por el rey Bayinnaung de la dinastía Taungoo, un vasto imperio que incluía gran parte de la actual Birmania, Tailandia y partes de China.
Bayinnaung fue uno de los más grandes gobernantes de Birmania, un rey poderoso que poseía muchos elefantes blancos, un signo de riqueza y poder en ese momento. Incluso obtuvo una reliquia del diente de Buda sagrado de Sri Lanka, que había instalado en la Pagoda Mahazedi. Construyó la nueva capital del segundo imperio birmano, una gran ciudad llamada Hanthawadi (actual Bago) rodeada de murallas con 20 puertas. El palacio fue construido en un terreno de 70 acres ubicado en el centro de la ciudad. La construcción comenzó en 1553.
Los registros escritos por los visitantes europeos de la ciudad hablan de la magnificencia y el esplendor del palacio ricamente dorado. Algunos de sus edificios como el Gran Salón de Audiencias estaban techados con planchas de oro.
Fue saqueado e incendiado en 1599 durante el conflicto armado. Sus restos fueron abandonados y el palacio no fue reconstruido hasta finales del siglo XX. Los trabajos de excavación comenzaron en 1990. Se excavaron seis montículos, revelando los cimientos de ladrillo de varios de los edificios del palacio. Se encontraron varios cientos de los pilares de teca originales utilizados para la construcción del palacio en el siglo XVI, muchos de ellos inscritos con textos Mon, así como cerca de 2000 imágenes de Buda.

## El palacio reconstruido
Se han reconstruido varios edificios del palacio. El Gran Salón de Audiencias era el edificio más grande del palacio. Era el lugar donde el Rey recibía a sus ministros y funcionarios. El salón también se conoce como el Salón del Trono Real del León, porque contenía el Trono Thihathana o el Trono del León.
Durante las excavaciones se encontraron 167 pilares de teca, 135 de los cuales están inscritos en lengua mon con los nombres de pueblos, regiones y personas que los donaron en el siglo XVI. El Gran Salón de Audiencias es un gran salón con hileras de grandes pilares que sostienen el techo, su interior completamente cubierto con pintura dorada. Se exhibe una copia de uno de los tronos reales, así como varios troncos de teca originales del siglo XVI.
El Salón del Trono de Bhammayarthana, también llamado Salón del Trono de Abeja, contenía los aposentos privados del Rey, incluida la cámara de la cama real y la sala de estar. Este edificio muy ornamentado tiene múltiples secciones de techo y pisos falsos, y está rematado con un Pyatthat, un techo de estilo birmano de siete niveles. Otros edificios contenían las cámaras de los miembros de la familia real.
Solía haber 9 tronos reales en el palacio dorado de Kanbawzathadi, cada uno decorado con un motivo diferente y utilizado para diferentes ocasiones. Ocho de ellos fueron destruidos por el fuego, el único sobreviviente es el Trono Thihathana, también llamado Trono del León debido a las figuras de leones talladas en él. El trono dorado de madera dura se exhibe en el Museo Nacional de Yangon.

## Museo del Palacio
En los terrenos del palacio se encuentra el museo de investigación Nandawya, que exhibe artículos y artefactos encontrados durante las excavaciones, así como información sobre la historia del segundo imperio. Se exhiben una serie de pilares de teca originales del siglo XVI y artículos como cerámica, balanzas y pesas utilizadas para el comercio, monedas antiguas, jarras vidriadas, espadas y otras armas. El museo también contiene una colección de imágenes de Buda del siglo XVI en estilos mon, siamés y birmano del palacio.